# Saison 1 de Desperate Housewives
Chronologie
Saison 2
Cet article présente le guide des épisodes de la première saison du feuilleton télévisé américain Desperate Housewives. Cette saison est composée de 23 épisodes, diffusés du 3 octobre 2004 au 22 mai 2005 sur le réseau ABC.

## Synopsis
Cette saison raconte l'histoire de Mary Alice Young, une mère au foyer qui se suicide brusquement à cause d'un noir secret. À ses côtés, ses quatre meilleures amies et les quatre personnages principaux, Susan Mayer, Lynette Scavo, Bree Van de Kamp et Gabrielle Solis sont présentées. Elles habitent toutes quatre en banlieue dans la très sophistiquée Wisteria Lane. Post-mortem, Mary Alice observe les habitants de son quartier et commente en particulier le quotidien de ses voisines. Gabrielle trompe son mari, Carlos, avec leur jardinier, John Rowland, âgé de 17 ans. Lynette a abandonné sa brillante carrière dans la publicité pour s'occuper de ses enfants et ne trouve aucun épanouissement dans sa condition de femme au foyer. Bree, qui donne l'image d'une parfaite mère au foyer, doit faire face à l'usure de son couple. Susan est une mère divorcée recherchant désespérément le coup de foudre. Au récit de leurs mésaventures quotidiennes se mêle une intrigue policière, amenant à comprendre pourquoi Mary Alice s'est suicidée.

## Production
Marc Cherry écrivit le pilote de la série et son agent appela six chaînes américaines (CBS, NBC, Fox, HBO, Showtime et Lifetime) dans l'espoir qu'elles l'acceptent mais toutes déclinèrent la proposition. Après que cet agent fut arrêté pour détournement et escroquerie, il embaucha une autre équipe qui qualifia le script de « soap opera pour primetime avec de la comédie noire ». Après avoir réécrit quelques parties du premier épisode qui fut entre-temps finalement choisi par ABC, la chaîne décida de commander 13 épisodes de la première saison dont le tournage débuta en mars 2004 près des studios Universal dans la rue Colonial Street. Dès le lendemain de la diffusion du troisième épisode, ABC commanda une saison complète de 23 épisodes en raison du succès immédiat de la série.
Cette saison fut produite par Touchstone Television (aujourd'hui ABC Signature) et Cherry Productions et fut diffusée sur le réseau ABC. Les producteurs exécutifs étaient Marc Cherry, Michael Edelstein, Charles Pratt Jr., et Tom Spezialy et ils étaient secondés par Pratt Jr., Chris Black, Oliver Goldstick, Joey Murphy et John Pardee qui servaient de producteurs consultants. L'équipe de scénaristes était composée de Cherry, Goldstick, Spezialy, Pardee, Murphy et Black ; les productrices Alexandra Cunningham, Tracey Stern et Patty Lin ; les coproducteurs exécutifs Kevin Murphy, Jenna Bans, David Schulner, Adam Barr, Katie Ford et Joshua Senter. Les réalisateurs les plus fréquents furent Charles McDougall, Arlene Sanford, Larry Shaw, Jeff Melman, Fred Gerber, David Grossman et John David Coles. La musique originale a été composée par Steve Bartek et Steve Jablonsky, alors que la musique du générique a, elle, été composée par Danny Elfman. Cherry était également le showrunner de la série, c'est-à-dire que c'est la seule personne qui était responsable au jour le jour et jour après jour de la série.
Dans le coffret DVD de la première saison, un bonus de dix minutes montre l'arrivée d'une nouvelle voisine interprétée par Oprah Winfrey qui joue Karen Stouffer qui emménage avec son mari. Plusieurs scènes sont introduites. Karen vient avec son verre doseur pour en demander à Lynette. Mais celle-ci est trop occupée à engueuler ses enfants. Tandis que Mike est dans la douche, elle s'approche du placard et voit l'arme de Mike. Effrayée, elle s'enfuit. Elle se rend près de la maison de Bree mais elle bouscule George et tombe avec ses béquilles. Susan tombe nue dans les buissons. Cette fois ce n'est pas Mike qui la rencontre mais Karen. Edie, quant à elle, tente d’impressionner Mike en lavant en tenue courte sa voiture. Gabrielle qui est sur le point de coucher avec son amant John est surprise par Karen. Alors qu'elle fait un jogging, Karen surprend à travers les buissons Paul enterrant le corps de Martha. Avec leurs bagages à la main, Karen et son mari trouvent une lettre et ou est écrit « Je sais ce que vous avez fait, ça me dégoûte, je vais le dire ». Ces deux nouveaux voisins quittent alors à toute vitesse Wisteria Lane où se cachent de nombreux secrets.
Ce mini épisode peut être un résumé de la première saison.

## Distribution
- En concevant les personnages du feuilleton, Marc Cherry imaginait Julia Roberts dans le rôle de Susan Mayer, Catherine Zeta-Jones dans celui de Gabrielle Solis et Nicole Kidman dans la peau de Bree Van de Kamp. Pour le rôle de Susan, les candidates furent nombreuses, de Calista Flockhart à Heather Locklear en passant par Courteney Cox. Cette dernière a été envisagée mais pas contactée car elle était enceinte. Heather Locklear aurait dû avoir le rôle mais étant sous contrat avec la NBC, elle a finalement tourné LAX, série arrêtée (après seulement treize épisodes) par manque d'audience.
- Alors que Marcia Cross postulait pour le rôle de Mary Alice Young, Nicollette Sheridan s'est présentée pour tenir celui de Bree. Chacune a été gardée, mais dans un personnage différent.
- Edie Britt ne devait pas être un personnage récurrent au départ. Mais son succès public et ses piques jubilatoires avec Susan l'ont rendue incontournable et elle est devenue la cinquième roue du carrosse dès la fin de la première saison.

### Acteurs principaux
- Teri Hatcher (VF : Claire Guyot) : Susan Mayer (23/23)
- Felicity Huffman (VF : Caroline Beaune) : Lynette Scavo (23/23)
- Marcia Cross (VF : Blanche Ravalec) : Bree Van de Kamp (23/23)
- Eva Longoria (VF : Odile Schmitt) : Gabrielle Solis (23/23)
- Nicollette Sheridan (VF : Marie-Martine Bisson) : Edie Britt (15/23)
- Steven Culp (VF : Georges Caudron) : Rex Van de Kamp (21/23)
- Ricardo Antonio Chavira (VF : Bernard Gabay) : Carlos Solis (22/23)
- Mark Moses (VF : Luc Bernard) : Paul Young (19/23)
- Andrea Bowen (VF : Karine Foviau) : Julie Mayer (22/23)
- Jesse Metcalfe (VF : Emmanuel Garijo) : John Rowland (15/23)
- Cody Kasch (VF : Alexis Tomassian) : Zach Young (14/23)
- Brenda Strong (VF : Françoise Cadol) : Mary Alice Young (23/23 en voix off, 6/23 à l'écran)
- James Denton (VF : Arnaud Arbessier) : Mike Delfino (20/23)

### Acteurs récurrents et Invités
- Doug Savant (VF : Emmanuel Curtil) : Tom Scavo (épisodes 1, 3, 5, 7, 9, 11, 13 à 23)
- Shawn Pyfrom (VF : Yoann Sover) : Andrew Van de Kamp (épisodes 1, 4, 7 à 9, 11, 15, 17 à 19)
- Joy Lauren (VF : Manon Azem) : Danielle Van de Kamp (épisode 1, 4, 6 à 9, 11, 15, 17 à 19 et 22)
- Christine Estabrook (VF : Marie-Martine) : Martha Huber (épisodes 1, 2, 4, 7, 8, 11 et 12 et 20)
- Harriet Sansom Harris (VF : Élisabeth Wiener) : Felicia Tillmann (épisodes 11 à 14, 16, 18, 20 à 23)
- Roger Bart (VF: Vincent Ropion) : George Williams (épisodes 11 à 13, 20 à 23)

- Lupe Ontiveros (VF: Tamilah Meshbah)  : Juanita « Mama » Solis (épisodes 5 à 9 et 17)

- Brent Kinsman (VF: Gwenvin Sommier) : Preston Scavo (épisodes 1 à 10, 12 à 21 et 23)
- Shane Kinsman (VF: Gwénaël Sommier) : Porter Scavo (épisodes 1 à 10, 12 à 21 et 23)
- Zane Huett (VF: Kevin Sommier) : Parker Scavo (épisodes 1 à 3, 7, 8, 10, 12 à 16, 18 à 21 et 23)

- Ryan Carnes (VF : Pascal Nowak ) : Justin (épisodes 9, 13, 15, 16, 22 et 23)

- Lucille Soong (VF: Claude Chantal) : Yao Lin (épisodes 4, 6, 10, 11 et 14)

- Bob Gunton (VF: Michel Modo) : Noah Taylor (épisodes 5, 12, 15, 19 et 21)

- Lesley Ann Warren (VF: Anne Jolivet )  : Sophie Bremmer (épisodes 18 à 21)

- Richard Burgi (VF: Bernard Lanneau) : Karl Mayer (épisodes 3, 11 et 23)
- Kathryn Joosten (VF : Paule Emanuele) : Karen McCluskey (épisodes 14 et 19)

## Diffusions
- La première saison de Desperate Housewives fut diffusée le dimanche à 21 h aux États-Unis sur le réseau américain ABC. La première saison a rassemblé en moyenne 24,13 millions de téléspectateurs le dimanche soir à travers les 23 épisodes ce qui lui permit de se hisser à la quatrième place des 156 programmes les plus regardés pendant la période 2004-2005. Ce fut une totale réussite pour la chaîne car la plus récente meilleure audience pour un premier épisode de série datait de 1996 avec Spin City.
- En Angleterre le premier épisode Ironie du sort (Pilot) fut diffusé le jeudi 5 janvier 2005 à 21 h sur Channel 4, puis par la suite les mercredis à 22 h.
- En France, la première saison fut diffusée pour la première fois sur Canal+ le jeudi 8 septembre 2005 puis par la suite sur M6 le mardi 23 mai 2006. La première saison a rassemblé jusqu'à 5,9 millions de spectateurs sur la sixième chaîne hexagonale, se plaçant à la 4e place des meilleures audiences de l'année 2006[1]. En Suisse, cette saison fut diffusée dès le jeudi 19 mai 2005 sur TSR1. En Belgique, la première saison a été diffusée à partir de novembre 2005 sur RTL-TVI puis BeTV a repris la série en proposant les épisodes inédits en avant-première par la suite. Au Québec, la série est diffusée sur Radio-Canada.

## Récompenses
La première saison fut nommée pour quinze Primetime Emmy Awards aux États-Unis, et en a raflé six :
- Montage,
- Thème musical (pour Danny Elfman),
- Meilleure actrice dans une série comique (pour Felicity Huffman alias Lynette Scavo),
- Meilleure actrice invitée dans une série comique (pour Kathryn Joosten alias Karen McCluskey),
- Meilleure réalisation pour une série comique (pour Charles McDougall),
- Meilleur casting pour une série comique.

Teri Hatcher (Susan) a même gagné le Golden Globe dans la catégorie de la Meilleure performance pour une actrice dans une série télévisée musicale ou comique pour son rôle de Susan Mayer.
La saison reçut également quatre autres nominations pour un Golden Globe et en gagné un dans la catégorie Meilleure série télévisée musicale ou comique. Cette saison-là gagna également deux Screen Actors Guild Awards :
- l'un pour Teri Hatcher dans la catégorie Meilleure performance pour une actrice dans une série comique,
- l'autre pour Meilleure performance pour tous les acteurs dans une série comique.

## Épisodes
Les titres officiels de cette saison (figurant sur le coffret DVD) sont ceux de M6, cités en premier.

### Épisode 1:Ironie du sort
- Quatre voisines et un enterrement (Canal+)
- Au commencement ( Québec)

- États-Unis /  Canada : 3 octobre 2004 sur ABC / CTV[2]
- Québec : 26 avril 2005 sur Radio-Canada
- Suisse : 19 mai 2005 sur TSR1
- France :
  - 8 septembre 2005 sur Canal+
  - 23 mai 2006 sur M6
- Belgique : 6 novembre 2005 sur RTL-TVI

- États-Unis : 21,64 millions de téléspectateurs[3] (première diffusion)

- Christine Estabrook (Martha Huber)
- Doug Savant (Tom Scavo)
- Joy Lauren (Danielle Van de Kamp)
- Shawn Pyfrom (Andrew Van de Kamp)
- Brent Kinsman (Preston Scavo)
- Shane Kinsman (Porter Scavo)
- Zane Huett (Parker Scavo)
- Sherica Durdley (Wendy)
- Nike Doukas (Natalie Klein)
- Heath McCall (Serveur)
- Kay Wade (Femme âgée)
- Edward Zoellner (Serveur)

- Il existe un pilote de 42 minutes non diffusé, dans lequel le rôle de Mary Alice Young est incarné par Sheryl Lee (Laura Palmer de Twin Peaks), où John Rowland est incarné par Kyle Searles et Rex Van de Kamp par Michael Reilly Burke. Le générique est également différent : durant la première minute, un simple Desperate Housewives s'affiche avec la vue sur Wisteria Lane. À la fin de l'épisode, au lieu qu'il y ait un zoom arrière, le fantôme de Mary Alice se tient au perron de la maison. De plus, à l'origine, Mary Alice Young devait s'appeler Mary Alice Scott mais ce fut changé avant le tournage de l'épisode.
- Brenda Strong (Mary Alice Young) peut être vue dans cet épisode.
- Let's Get it On de Marvin Gaye peut être entendu quand Susan entre chez Edie.
- Le rôle de Susan avait été initialement prévu pour Mary-Louise Parker ou Courteney Cox. Cependant, Teri Hatcher reçut finalement le rôle grâce à son audition impressionnante.
- À son audition, Marcia Cross avait auditionné pour le rôle de Mary Alice, et Nicollette Sheridan pour celui de Bree ; rôle obtenu plus tard par Marcia.
- Le rôle de Gabrielle a été le premier à être auditionné - et offert à Eva Longoria.
- En raison du timing, le générique fut coupé.
- On aperçoit Gabrielle fumer dans cet épisode, ce qui ne se produira plus jamais dans la série.
- Le titre choisi par Canal+ est une parodie du film Quatre mariages et un enterrement réalisé par Mike Newell, sorti en 1994 et mettant en vedette Hugh Grant et Andie MacDowell.

### Épisode 2:Premier round
- Un chien dans un jeu de fille (Canal+)
- Bien au-dessous... ( Québec)

- États-Unis : 10 octobre 2004 sur ABC
- Québec : 3 mai 2005 sur Radio-Canada
- France :
  - 8 septembre 2005 sur Canal+
  - 23 mai 2006 sur M6

- États-Unis : 20,03 millions de téléspectateurs[4] (première diffusion)

- Christine Estabrook (Martha Huber)
- Sam Lloyd (Dr. Albert Goldfine)
- Brent Kinsman (Preston Scavo)
- Shane Kinsman (Porter Scavo)
- Zane Huett (Parker Scavo)
- Timothy Brennen (policier)
- Adam Lieberman (vétérinaire)

- Brenda Strong peut être vue dans cet épisode, mais jouant Mary Alice décédée.
- À la fin de l'épisode, une carte dans le placard de la cuisine de Mike, montre la rue de Wisteria Lane. Sur cette carte, la maison des Van De Kamp porte le numéro de 4359.
- Le titre choisi par Canal+ est une parodie du film Un chien dans un jeu de quilles réalisé par Bernard Guillou et sorti en 1983.

### Épisode 3:Le Dîner
- Les copines d'abord (Canal+)
- Joli portrait de famille ( Québec)

- États-Unis : 17 octobre 2004 sur ABC
- Québec : 10 mai 2005 sur Radio-Canada
- France :
  - 8 septembre 2005 sur Canal+
  - 30 mai 2006 sur M6

- États-Unis : 20,87 millions de téléspectateurs[5] (première diffusion)

- Doug Savant (Tom Scavo)
- Richard Burgi (Karl Mayer)
- Anne Dudek (Brandi)
- Emily Christine (Ashley Bukowski)
- Nealla Gordon (Mme Bukowski)
- Sam Lloyd (Dr Albert Goldfine)
- Brent Kinsman (Preston Scavo)
- Shane Kinsman (Porter Scavo)
- Zane Huett (Parker Scavo)

- Brenda Strong peut être vue dans cet épisode, jouant Mary Alice décédée et vivante.
- Bien que créditée, Nicollette Sheridan (Edie Britt) n'apparaît dans cet épisode qu'un bref instant, lavant sa voiture de façon ostentatoire devant Mike.
- L'une des répliques les plus cultes de la série est dans cet épisode lors du dîner chez les Van de Kamp lorsque Bree se met à dire « Rex pleure après l'éjaculation » (en version originale : Rex cries after he ejaculates).
- Le titre choisi par Canal+ est une parodie du film Les copains d'abord réalisé par Lawrence Kasdan et sorti en 1983.
- Première apparition de Richard Burgi (Karl Mayer).

### Épisode 4:Amante, Épouse et Victime
- Le blues de la businesswoman (Canal+)
- Qui est-elle? ( Québec)

- États-Unis /  Canada : 24 octobre 2004 sur ABC / CTV
- Québec : 17 mai 2005 sur Radio-Canada
- France :
  - 15 septembre 2005 sur Canal+
  - 30 mai 2006 sur M6

- États-Unis : 21,49 millions de téléspectateurs[6] (première diffusion)
- Canada : 1,711 million de téléspectateurs[7]

- Christine Estabrook (Martha Huber)
- Shawn Pyfrom (Andrew Van de Kamp)
- Joy Lauren (Danielle Van de Kamp)
- Richard Roundtree (Jerry Shaw)
- Mary Pat Gleason (Mme Butters)
- John Haymes Newton (Jonathan Lithgow)
- Lucille Soong (Yao Lin)
- Brent Kinsman (Preston Scavo)
- Shane Kinsman (Porter Scavo)
- Paul Hayes (Businessman)
- Tricia Nickell (Journaliste)

- Bien que crédités, Steven Culp (Rex Van de Kamp) et Cody Kasch (Zach Young) n'apparaissent pas dans cet épisode.
- La chanson entendue pendant la tentative de séduction d'Edie sur Mike lorsqu'elle lave sa voiture en petite tenue est "Do It (Let Me See You Shake)" par The Barkays.
- Le titre choisi par Canal+ est une parodie de la chanson Le Blues du businessman, numéro musical de l'opéra-rock Starmania créé en 1978 par Michel Berger et Luc Plamondon.

### Épisode 5:La Peur au ventre
- Une chanson douce que me chantait belle-maman (Canal+)
- Bienvenue, bel étranger ( Québec)

- États-Unis : 31 octobre 2004 sur ABC
- Québec : 24 mai 2005 sur Radio-Canada
- France :
  - 15 septembre 2005 sur Canal+
  - 6 juin 2006 sur M6

- États-Unis : 22,14 millions de téléspectateurs[8] (première diffusion)

- Doug Savant (Tom Scavo)
- Lupe Ontiveros (Juanita « Mama » Solis)
- Bob Gunton (Noah Taylor)
- Steven Eckholdt (Rick Thompson)
- Harry S. Murphy (Directeur Lentz)
- Brent Kinsman (Preston Scavo)
- Shane Kinsman (Porter Scavo
- Pat Crawford Brown (Ida Greenberg)
- Betty Murphy (Alberta Fromme)
- Lorna Scott (Helen Vale)
- Mark Brady (Policier)
- Laura Milby (Vendeuse)

- Bien que créditée, Nicollette Sheridan (Edie Britt) n'apparaît pas dans cet épisode.
- Le titre choisi par Canal+ est une parodie de la chanson Le Loup, la Biche et le Chevalier (plus connue sous le titre Une chanson douce que me chantait ma maman) sortie en 1957 et notamment interprétée par Henri Salvador.

### Épisode 6:Champ de bataille
- Mon fils, ma bataille (Canal+)
- Courir immobile ( Québec)

- États-Unis : 7 novembre 2004 sur ABC
- Québec : 31 mai 2005 sur Radio-Canada
- France :
  - 22 septembre 2005 sur Canal+
  - 6 juin 2006 sur M6

- États-Unis : 24,60 millions de téléspectateurs[9] (première diffusion)

- Sharon Lawrence (Maisy Gibbons)
- Sam Lloyd (Dr. Albert Goldfine)
- Lupe Ontiveros (Juanita « Mama » Solis)
- Stacey Travis (Jordana Geist)
- Gregg Daniel (Dr. Sicher)
- Joy Lauren (Danielle Van De Kamp)
- Shannon O'Hurley (Madame Truesdale)
- Lucille Soong (Yao Lin)
- Brent Kinsman (Preston Scavo)
- Shane Kinsman (Porter Scavo)
- Pat Crawford Brown (Ida Greenberg)
- Paul Denniston (Serveur)
- Cindy Lu (Infirmière)
- Kathy McGraw (Réceptionniste)

- Bien que crédités, Nicollette Sheridan (Edie Britt) et James Denton (Mike Delfino) n'apparaissent pas dans cet épisode.
- Dans l'épisode 1.18, Les enfants chamboulent tout, il est mentionné que Gabrielle a signé un contrat pré-nuptial à contrecœur, par obligation de Juanita. Cependant, plus tard dans la saison, Gabrielle et Carlos se disputèrent à propos de la signature d'un contrat post-nuptial pour éviter que Gabrielle trompe Carlos quand ce dernier séjournera en prison.
- Le titre choisi par Canal+ est une parodie de la chanson Mon fils ma bataille sortie en 1980 et interprétée par Daniel Balavoine.

### Épisode 7:Chaque victoire a un prix
- Ça plane pour elle (Canal+)
- Tout ce que vous voulez ( Québec)

- États-Unis : 21 novembre 2004 sur ABC
- Québec : 7 juin 2005 sur Radio-Canada
- France :
  - 22 septembre 2005 sur Canal+
  - 13 juin 2006 sur M6

- États-Unis : 24,21 millions de téléspectateurs[10] (première diffusion)

- Doug Savant (Tom Scavo)
- Christine Estabrook (Martha Huber)
- Shawn Pyfrom (Andrew Van De Kamp)
- Joy Lauren (Danielle Van De Kamp)
- Lupe Ontiveros (Juanita « Mama » Solis)
- Richard Roundtree (Jerry Shaw)
- Heather Stephens (Kendra Taylor)
- Stacey Travis (Jordana Geist)
- Edward Edwards (Dan Peterson)
- Brent Kinsman (Preston Scavo)
- Shane Kinsman (Porter Scavo)
- Zane Huett (Parker Scavo)
- Elizabeth Storm (Janie Peterson)
- Trisha Sommons (Principale Stark)
- Gene Wolande (Chauffeur de taxi)
- Blake Adams (Barman)

- Bien que crédité, Cody Kasch (Zach Young) n'apparaît pas dans cet épisode.
- Le nom de l'épisode de la version originale, Anything You Can Do provient de la comédie musicale Annie du Far West, une chanson écrite par Irving Berlin.
- Le titre choisi par Canal+ est une parodie de la chanson Ça plane pour moi sortie en 1977 et officiellement interprétée par Plastic Bertrand (en réalité par Lou Deprijck).

### Épisode 8:Nous sommes tous des pécheurs
- On ira pas tous au paradis (Canal+)
- Coupable ( Québec)

- États-Unis : 28 novembre 2004 sur ABC
- Québec : 14 juin 2005 sur Radio-Canada
- France :
  - 29 septembre 2005 sur Canal+
  - 13 juin 2006 sur M6

- États-Unis : 27,24 millions de téléspectateurs[11] (première diffusion)

- Christine Estabrook (Martha Huber)
- Shawn Pyfrom (Andrew Van De Kamp)
- Joy Lauren (Danielle Van De Kamp)
- Lupe Ontiveros (Juanita « Mama » Solis)
- Freda Foh Shen (Dr. Chang)
- Richard Roundtree (Jerry Shaw)
- Jeff Doucette (Père Crowley)
- Zane Huett (Parker Scavo)
- Brent Kinsman (Preston Scavo)
- Shane Kinsman (Porter Scavo)
- Dayna Devon (Lori Jean)
- Tony Winters (Phil, l'installateur du câble)
- Roz Witt (Infirmière)

- Brenda Strong (Mary Alice Young) apparaît dans cet épisode, lors du rêve de Lynette.
- Le nom de l'épisode de la version originale, Guilty provient d'une chanson de Barry Gibb du même nom.
- L'épisode a été vu par 27,24 millions d'américains, soit le troisième plus haut score (après Une fin heureuse, le dernier épisode de la première saison ; et Le retour de la mamie, le premier épisode de la deuxième saison) jamais atteint plus tard dans la série.
- Le titre choisi par Canal+ est une parodie de la chanson On ira tous au paradis sortie en 1972 et interprétée par Michel Polnareff.

### Épisode 9:Démons intérieurs
- Vol au-dessus d'un nid de nounous (Canal+)
- Méfiance, méfiance ( Québec)

- États-Unis : 12 décembre 2004 sur ABC
- Québec : 21 juin 2005 sur Radio-Canada
- France :
  - 29 septembre 2005 sur Canal+
  - 20 juin 2006 sur M6

- États-Unis : 21,56 millions de téléspectateurs[12] (première diffusion)

- Doug Savant (Tom Scavo)
- Shawn Pyfrom (Andrew Van De Kamp)
- Joy Lauren (Danielle Van De Kamp)
- Ryan Carnes (Justin)
- Marla Sokoloff (Claire)
- Kathryn Harrold (Helen Rowland)
- Lupe Ontiveros (Juanita « Mama » Solis)
- Brett Cullen (Détective Burnett)
- Gregg Daniel (Dr. Sicher)
- John Bisom (Organisateur de la compétition de natation)
- John Lacy : Détective Beckerman
- Joyce Guy (Infirmière Kelly)
- John E. Jimmo (Nageur)

- Bien que crédité, James Denton (Mike Delfino) n'apparaît pas dans cet épisode.
- Durant le défilé, Isn't She Lovely? de Stevie Wonder est joué.
- Il s'agit du premier épisode où Edie (Nicollette Sheridan) apparaît dans la même scène que Bree (Marcia Cross), Lynette (Felicity Huffman) et Gabrielle (Eva Longoria).
- Le nom de l'épisode de la version originale, Suspicious Minds provient d'une chanson d'Elvis Presley.
- Le titre choisi par Canal+ est une parodie du film Vol au-dessus d'un nid de coucou réalisé par Miloš Forman, sorti en 1975 et avec en vedette Jack Nicholson.

### Épisode 10:Confiance perdue
- Une voisine nommée désir (Canal+)
- Reviens-moi ( Québec)

- États-Unis /  Canada : 19 décembre 2004 sur ABC / CTV
- Québec : 28 juin 2005 sur Radio-Canada
- France :
  - 6 octobre 2005 sur Canal+
  - 20 juin 2006 sur M6

- États-Unis : 22,34 millions de téléspectateurs[13] (première diffusion)
- Canada : 2,281 millions de téléspectateurs[14]

- Judy Parfitt (Caroline Halsey)
- Sharon Lawrence (Maisy Gibbons)
- Marla Sokoloff (Claire)
- Shawn Doyle (Mr. Hartley)
- Lorna Raver (Juge Sullivan)
- Lucille Soong (Yao Lin)
- Zane Huett (Parker Scavo)
- Brent Kinsman (Preston Scavo)
- Shane Kinsman (Porter Scavo)
- Carlease Burke (Infirmière)
- Charles Martinez (Gardien)
- Joe Rose (Huissier)
- Mari Weiss (Mme McCready)

- Bien que crédité, Jesse Metcalfe (John Rowland) n'apparaît pas dans cet épisode.
- La chanson jouée quand Susan attend le retour de Mike est Here I Am (Come and Take Me) d'Al Green.
- Le nom de l'épisode de la version originale, Come Back to Me provient de la comédie musicale On a Clear Day You Can See Forever.
- Le titre choisi par Canal+ est une parodie de la pièce de théâtre Un tramway nommé Désir écrite par Tennessee Williams et jouée pour la première fois en 1947.

### Épisode 11:Un air de famille
- Nous sommes deux sœurs cruelles (Canal+)
- Un peu plus loin ( Québec)

- États-Unis : 9 janvier 2005 sur ABC
- Québec : 5 juillet 2005 sur Radio-Canada
- France :
  - 6 octobre 2005 sur Canal+
  - 27 juin 2006 sur M6

- États-Unis : 25,20 millions de téléspectateurs[15] (première diffusion)

- Judy Parfitt (Caroline Halsey)
- Doug Savant (Tom Scavo)
- Christine Estabrook (Martha Huber)
- Shawn Pyfrom (Andrew Van De Kamp)
- Harriet Sansom Harris (Felicia Tilman)
- Richard Burgi (Karl Mayer)
- Roger Bart (George Williams)
- Marla Sokoloff (Claire)
- Shawn Doyle (Mr. Hartley)
- Conor O'Farrell (Détective Copeland)
- Joy Lauren (Danielle Van De Kamp)
- Lucille Soong (Yao Lin)
- Pat Crawford Brown (Ida Greenberg)
- Chelsea Colwell (Amie de Julie n°1)
- Ashley Rose Orr (Amie de Julie n°2)
- David Manning (Pianiste)
- Robert Dolan (Policier)

- Bien que crédités, Ricardo Antonio Chavira (Carlos Solis) et Jesse Metcalfe (John Rowland) n'apparaissent pas dans cet épisode.
- Le nom de l'épisode de la version originale, Move On provient de la comédie musicale Sunday in the Park with George de Stephen Sondheim.
- Lors de la soirée karaoké, Susan chante New York, New York, et Edie chante I've Never Been to Me de Charlene.
- Le titre choisi par Canal+ est une parodie de la chanson phare du film Les Demoiselles de Rochefort réalisé par Jacques Demy, sorti en 1967 et mettant en vedette Catherine Deneuve et Françoise Dorléac.

### Épisode 12:Avant qu'il ne soit trop tard
- Il veut faire un bébé tout seul (Canal+)
- À chaque jour suffit sa mort ( Québec)

- États-Unis : 16 janvier 2005 sur ABC
- Québec : 12 juillet 2005 sur Radio-Canada
- France :
  - 13 octobre 2005 sur Canal+
  - 27 juin 2006 sur M6

- États-Unis : 24,09 millions de téléspectateurs[16] (première diffusion)

- Christine Estabrook (Martha Huber)
- Harriet Sansom Harris (Felicia Tilman)
- Roger Bart (George Williams)
- Bob Gunton (Noah Taylor)
- Judy Parfitt (Caroline Halsey)
- Conor O'Farrell (Détective Copeland)
- Brent Kinsman (Preston Scavo)
- Shane Kinsman (Porter Scavo)
- Zane Huett (Parker Scavo)
- Bari Hochwald (Callie)
- Michael Patrick McGil (policier)

- Bien que crédité, Doug Savant (Tom Scavo) n'apparaît pas dans cet épisode.
- Le titre de l'épisode provient d'une chanson d'une des comédies musicales de Stephen Sondheim, A Little Night Music.
- Le titre choisi par Canal+ est une parodie de la chanson Elle a fait un bébé toute seule sortie en 1987 et interprétée par Jean-Jacques Goldman.

### Épisode 13:Bienvenue au club
- Mon beau-père, mon mari et moi (Canal+)
- À cause de toi ( Québec)

- États-Unis : 23 janvier 2005 sur ABC
- Québec : 19 juillet 2005 sur Radio-Canada
- France :
  - 13 octobre 2005 sur Canal+
  - 4 juillet 2006 sur M6

- États-Unis : 25,95 millions de téléspectateurs[17] (première diffusion)

- Doug Savant (Tom Scavo)
- Harriet Sansom Harris (Felicia Tilman)
- Roger Bart (George Williams)
- Judy Parfitt (Caroline Halsey)
- Mark Harelik (Bob Rowland)
- Kathryn Harrold (Helen Rowland)
- Karen Austin (Lois McDaniel)
- Ryan O'Neal (Rodney Scavo)
- Brent Kinsman (Preston Scavo)
- Shane Kinsman (Porter Scavo)
- Zane Huett (Parker Scavo)
- Ryan Carnes (Justin)
- Rob Brownstein (L'avocat de Rex)
- Bonnie Burroughs (en) (L'avocat de Bree)

- Le titre de l'épisode provient d'une chanson d'une des comédies musicales de Stephen Sondheim, Into the Woods.
- Lors de la soirée étudiante, la chanson jouée est Do The Damn Thing (DTDT) de Rupee. Susan et Paul dansent sur Dust In The Wind du groupe Kansas.
- Le titre choisi par Canal+ est une parodie du film Mon beau-père, mes parents et moi réalisé par Jay Roach, sorti en 2004 et mettant en vedette Ben Stiller et Robert De Niro.

### Épisode 14:La Vérité cachée
- Y a pas de mal à se faire du mal (Canal+)
- L'amour est dans l'air ( Québec)

- États-Unis : 13 février 2005 sur ABC
- Québec : 26 juillet 2005 sur Radio-Canada
- France :
  - 20 octobre 2005 sur Canal+
  - 4 juillet 2006 sur M6

- États-Unis : 22,30 millions de téléspectateurs[18] (première diffusion)

- Judy Parfitt (Caroline Halsey)
- Doug Savant (Tom Scavo)
- Harriet Sansom Harris (Felicia Tilman)
- Kathryn Joosten (Karen McCluskey)
- Lucille Soong (Yao Lin)
- Jolie Jenkins (Deirdre Taylor)
- Sam Lloyd (Dr. Albert Goldfine)
- Brent Kinsman (Preston Scavo)
- Shane Kinsman (Porter Scavo)
- Zane Huett (Parker Scavo)
- J. David Krassner (Médecin de Noah)
- Roz Witt (Infirmière #1)
- Carlease Burke (Infirmière #2)
- Kristina Lear (Vendeuse en cosmétique)

- Le titre de l'épisode devait être à l'origine What I Did for Love provenant d'une comédie musicale, The Chorus Line.
- Bien que crédités, Nicollette Sheridan (Edie Britt), Jesse Metcalfe (John Rowland), Cody Kasch (Zach Young) et Jolie Jenkins (Deirdre Taylor on peut voir une photo d'elle au début de l'épisode) n'apparaissent pas dans cet épisode.
- C'est l'épisode introduisant le personnage de Karen McCluskey, (Kathryn Joosten).
- Karen McCluskey mentionne qu'elle a acheté son pot de fleurs pendant son voyage au Costa Rica, et elle montre ensuite le dessous du pot indiquant le prix en pesos. Or, au Costa Rica, la monnaie officielle est le colón, pas le pesos.
- Felicia (la sœur de Martha) voit la photo de Mary Alice et y reconnaît une certaine Angela qu'elle a connu il y a longtemps. À son thérapeute, Mary Alice avait prétendu s'appeler Angela.
- Le titre choisi par Canal+ est une parodie de l'expression populaire « Y a pas de mal à se faire du bien ».

### Épisode 15:Mieux vaut prévenir que guérir
Impossible
- C'est ma première piscine-party (Canal+)
- Impossible ( Québec)

- États-Unis : 20 février 2005 sur ABC
- Québec : 2 août 2005 sur Radio-Canada
- France :
  - 20 octobre 2005 sur Canal+
  - 11 juillet 2006 sur M6

- États-Unis : 24,18 millions de téléspectateurs[19] (première diffusion)

- Doug Savant (Tom Scavo)
- Shawn Pyfrom (Andrew Van de Kamp)
- Joy Lauren (Danielle Van de Kamp)
- Bob Gunton (Noah Taylor)
- Conor O'Farrell (Détective Copeland)
- Nick Chinlund (Détective Sullivan)
- Ryan Carnes (Justin)
- Elizabeth Storm (Janie Peterson)
- Brent Kinsman (Preston Scavo)
- Shane Kinsman (Porter Scavo)
- Zane Huett (Parker Scavo)
- Joey Gray (Adolescent)

- Le titre de cet épisode provient d'une chanson d'une des comédies musicales de Stephen Sondheim, A Funny Thing Happened on the Way to the Forum.
- Bien que crédités, Nicollette Sheridan (Edie Britt) et Mark Moses (Paul Young) n'apparaissent pas dans cet épisode.
- Le titre choisi par Canal+ est une parodie de la chanson C'est ma première surprise party sortie en 1963 et interprétée par Sheila.

### Épisode 16:Un faible pour les scandales
- La plus belle pour me faire coffrer (Canal+)
- Dîner de femmes ( Québec)

- États-Unis /  Canada : 27 mars 2005 sur ABC / CTV
- Québec : 9 août 2005 sur Radio-Canada
- France :
  - 27 octobre 2005 sur Canal+
  - 11 juillet 2006 sur M6

- États-Unis : 24,08 millions de téléspectateurs[20] (première diffusion)
- Canada : 2,209 millions de téléspectateurs[21]

- Judy Parfitt (Caroline Halsey)
- Doug Savant (Tom Scavo)
- Sharon Lawrence (Maisy Gibbons)
- Harriet Sansom Harris (Felicia Tilman)
- Brent Kinsman (Preston Scavo)
- Shane Kinsman (Porter Scavo)
- Zane Huett (Parker Scavo)
- Pat Crawford Brown (Ida Greenberg)
- Ryan Carnes (Justin)
- Maria Cominis (Mona Clark)
- Jill Brennan (Tish Atherton)
- Lisa Darr (Tammy Brennan)
- Harry S. Murphy (Principal Lentz)
- Mary-Pat Green (Infirmière Abigail)
- Cheyenne Wilbur (Edwin Mullins)

- Mary Alice peut être vue dans cet épisode.
- Bien que crédités, Jesse Metcalfe (John Rowland) et Cody Kasch (Zach Young) n'apparaissent pas dans cet épisode.
- Après une absence pendant 3 épisodes, Edie Britt (Nicollette Sheridan) revient dans cet épisode.
- C'est Mark Moses lui-même, qui suggéra l'idée qu'Edie et Paul devaient être plus intimement liés, idée qui fut sans nul doute bien exploitée dans cet épisode mais qui ne résultera pas de relation plus tard.
- Le titre choisi par Canal+ est une parodie de la chanson La plus belle pour aller danser sortie en 1964 et interprétée par Sylvie Vartan.

### Épisode 17:Honneur aux héros
- Il ne suffira pas d'un signe (Canal+)
- Sans tambour ni trompette ( Québec)

- États-Unis : 3 avril 2005 sur ABC
- Québec : 16 août 2005 sur Radio-Canada
- France :
  - 27 octobre 2005 sur Canal+
  - 18 juillet 2006 sur M6

- États-Unis : 24,61 millions de téléspectateurs[22] (première diffusion)

- Doug Savant (Tom Scavo)
- Shawn Pyfrom (Andrew Van de Kamp)
- Joy Lauren (Danielle Van de Kamp)
- Marlee Matlin (Alisa Stevens)
- Albie Selznick (Dennis Stevens)
- Lupe Ontiveros (Juanita « Mama » Solis)
- Brent Kinsman (Preston Scavo)
- Shane Kinsman (Porter Scavo)
- Jeff Doucette (Père Crowley)
- Dagney Kerr (Infirmière Ruth Ann Heisel)
- Rick Ravanello (Bill Cunningham)
- Derk Cheetwood (Garde de sécurité)
- Ciera Lamborn (Chanteuse soprano)
- Judy Parfitt (Caroline Halsey)

- Bien que crédités, Mark Moses (Paul Young), Cody Kasch (Zach Young) et Jesse Metcalfe (John Rowland) n'apparaissent pas dans cet épisode.
- Marlee Matlin qui joue la sourde Alisa Stevens, est elle-même sourde et s'est spécialisé dans les apparitions dans les séries américaines dans ce genre de rôle : celui de femme sourde, signante, oraliste, bien intégrée, et femme de carrière ou mère de famille active. Elle a eu un rôle récurrent, toujours dans la même ligne, dans les séries Un drôle de shérif (Picket Fences, 1992) et À la Maison-Blanche (The West Wing, 1999).
- Andrew regarde le premier épisode de Lost : Les Disparus, à la télé (18 min 33 s).
- Le titre de l'épisode est une chanson écrite par Stephen Sondheim dans la comédie musicale Anyone Can Whistle.
- Le titre choisi par Canal+ est une parodie de la chanson Il suffira d'un signe sortie en 1991 et interprétée par Jean-Jacques Goldman.

### Épisode 18:Certitudes
Children Will Listen (trad. litt. : « Les enfants écouteront
- Les enfants et leurs mamans ( Québec) »)

- États-Unis /  Canada : 10 avril 2005 sur ABC / CTV
- Québec : 23 août 2005 sur Radio-Canada
- France :
  - 3 novembre 2005 sur Canal+
  - 18 juillet 2006 sur M6

- États-Unis : 25,55 millions de téléspectateurs[23] (première diffusion)
- Canada : 2,546 millions de téléspectateurs[24]

- Doug Savant (Tom Scavo)
- Shawn Pyfrom (Andrew Van de Kamp)
- Harriet Samson Harris (Felicia Tilman)
- Lesley Ann Warren (Sophie Bremmer)
- Brent Kinsman (Preston Scavo)
- Shane Kinsman (Porter Scavo)
- Zane Huett (Parker Scavo)
- Bob Newhart (Morty Flickman)
- Brett Cullen (Détective Burnett)
- John Lacy (Détective Becherman)
- Hira Ambrosino (Pédicure #1)
- Alice Lo (Pédicure #2)
- Sandy Martin (Femme #1)
- Rachelle Robinson (Femme #2)

- Bien que créditée, Nicollette Sheridan (Edie Britt) n'apparaît pas dans cet épisode.
- Paul nous révèle qu'un jour, vraisemblablement après la mort de Dana tuée par Zach, la mère biologique est venue et a voulu emporter Zach « de la seule famille qu'il ait vraiment connue » (dixit Paul), et qu'ils s'en sont débarrassés (c’est-à-dire tuée, découpée en petits morceaux, mise dans le coffre et enterrée sous la piscine).
- Andrew révèle qu'il est gay à ses parents (ce qu'on savait depuis la scène de la piscine dans l'épisode 15).
- Felicia révèle que Zach serait le fils d'Angela, qu'il s'appelait auparavant Dana. Les véritables rôles d'Angela, Mary Alice et Deirdre seront expliqués dans le dernier épisode de la saison.
- Le titre de l'épisode est une chanson écrite par Stephen Sondheim dans la comédie musicale Into The Woods.
- Le titre choisi par Canal+ est une parodie du roman Les Malheurs de Sophie écrit par la Comtesse de Ségur et publié en 1859.

### Épisode 19:Les Meilleures Intentions
Live Alone and Like It (trad. litt. : « Vivre seul et aimer ça
- Seuls et bien seuls ( Québec) »)

- États-Unis : 17 avril 2005 sur ABC
- Québec : 30 août 2005 sur Radio-Canada
- France :
  - 3 novembre 2005 sur Canal+
  - 25 juillet 2006 sur M6

- États-Unis : 25,27 millions de téléspectateurs[25] (première diffusion)

- Doug Savant (Tom Scavo)
- Shawn Pyfrom (Andrew Van de Kamp)
- Bob Gunton (Noah Taylor)
- Lesley Ann Warren (Sophie Bremmer)
- Brent Kinsman (Preston Scavo)
- Shane Kinsman (Porter Scavo)
- Zane Huett (Parker Scavo)
- Kathryn Joosten (Karen McCluskey)
- Nick Chinlund (Détective Sullivan)
- Dakin Matthews (Révérend Sikes)
- James Michael Connor (Tim)
- Geoff Pierson (Sam)
- Patrick Dollaghan (Lamont)
- David Pevsner (Serveur chez Naomi)

- Bien que crédités, Nicollette Sheridan (Edie Britt), Mark Moses (Paul Young), Cody Kasch (Zach Young) et Andrea Bowen (Julie Mayer) n'apparaissent pas dans cet épisode.
- C'est la deuxième fois que Bree met mal à l'aise Rex alors qu'ils sont en train de dîner. La première fois était dans l'épisode 3 Le dîner lorsqu'elle dit qu'il pleure après l'éjaculation.
- L'épisode devait au départ s'appeler The Unexpected Song.
- Le titre de l'épisode provient d'un film Dick Tracy composé par Stephen Sondheim.

### Épisode 20:Obsession
Fear No More (trad. litt. : « Plus jamais avoir peur
- Et que la confiance règne ( Québec) »)

- États-Unis : 1er mai 2005 sur ABC
- Québec : 6 septembre 2005 sur Radio-Canada
- France :
  - 10 novembre 2005 sur Canal+
  - 25 juillet 2006 sur M6

- États-Unis : 25,69 millions de téléspectateurs[26] (première diffusion)

- Doug Savant (Tom Scavo)
- Christine Estabrook (Martha Huber)
- Harriet Sansom Harris (Felicia Tilman)
- Lesley Ann Warren (Sophie Bremmer)
- Brent Kinsman (Preston Scavo)
- Shane Kinsman (Porter Scavo)
- Zane Huett (Parker Scavo)
- Roger Bart (George Williams)
- Melinda McGraw (Annabel Foster)
- Jeff Doucette (Père Crowley)
- Lauren Cohn (Ginger)
- Pat Towne (Phil)
- Richard Roundtree (Jerry Shaw)
- Bill Ferrell (Pompier)

- Bien que crédité, Jesse Metcalfe (John Rowland) n'apparaît pas dans cet épisode.
- C'est la première fois depuis l'épisode 12 Avant qu'il ne soit trop tard, que l'on revoit Martha Huber. La prochaine fois que son personnage réapparaît c'est dans l'épisode 13 de la 5e saison Le meilleur d'entre nous.
- Le titre de l'épisode est une chanson écrite par Stephen Sondheim dans la comédie musicale The Frogs.
- Le titre choisi par Canal+ est une parodie du film Mary à tout prix réalisé par les frères Bobby et Peter Farrelly, sorti en 2000 et mettant en vedette Ben Stiller et Cameron Diaz.

### Épisode 21:De s'honorer et de se chérir
Sunday in the Park with George (trad. litt. : « Un dimanche dans le parc avec George
- Un dimanche avec George ( Québec) »)

- États-Unis : 8 mai 2005 sur ABC
- Québec : 13 septembre 2005 sur Radio-Canada
- France :
  - 10 novembre 2005 sur Canal+
  - 1er août 2006 sur M6

- États-Unis : 26,10 millions de téléspectateurs[27] (première diffusion)

- Doug Savant (Tom Scavo)
- Harriet Sansom Harris (Felicia Tilman)
- Lesley Ann Warren (Sophie Bremmer)
- Brent Kinsman (Preston Scavo)
- Shane Kinsman (Porter Scavo)
- Zane Huett (Parker Scavo)
- Roger Bart (George Williams)
- Melinda McGraw (Annabel Foster)
- Bob Gunton (Noah Taylor)
- Heather Stephens (Kendra Taylor)
- Bob Newhart (Morty Flickman)
- Richard Roundtree (Jerry Shaw)
- Joe Hart (Gary)
- Bari K. Willerford (Garde)

- Le titre de l'épisode provient d'une chanson écrite par Stephen Sondheim dans la comédie musicale portant le même nom.
- Le titre choisi par Canal+ est une parodie du film Trois hommes et un couffin réalisé par Coline Serreau et sorti en 1985.

### Épisode 22:Rien n'est éternel
Goodbye For Now (trad. litt. : « Au revoir pour l'instant 
- Au revoir et à plus tard ( Québec) »)

- États-Unis : 15 mai 2005 sur ABC
- Québec : 20 septembre 2005 sur Radio-Canada
- France :
  - 17 novembre 2005 sur Canal+
  - 1er août 2006 sur M6

- États-Unis : 25,28 millions de téléspectateurs[28] (première diffusion)

- Doug Savant (Tom Scavo)
- Harriet Sansom Harris (Felicia Tilman)
- Joy Lauren (Danielle Van de Kamp)
- Alfre Woodard (Betty Applewhite)
- Mehcad Brooks (Matthew Applewhite)
- Ryan Carnes (Justin)
- Roger Bart (George Williams)
- Melinda McGraw (Annabel Foster)
- Nike Doukas (Natalie Klein)
- Edward Edwards (Fan Peterson)
- Scott Atkinson (Policier #1)
- Richard Jenik (Policier #2)
- Cheyenne Wilbur (Mr Mullins)
- Geraldine Singer (Mme Mullins)

- Bien que crédités, Jesse Metcalfe (John Rowland) n'apparaît pas dans cet épisode. Aussi, Brent Kinsman (Preston Scavo), Shane Kinsman (Porter Scavo) et Zane Huett (Parker Scavo) sont crédités mais n'apparaissent pas dans l'épisode. Ils sont cependant présents dans une scène supplémentaire dans les bonus du coffret DVD.
- Le titre de l'épisode provient d'une chanson du film Reds de 1981, composé par Stephen Sondheim.
- Le titre choisi par Canal+ est une parodie du film Le Père Noël est une ordure réalisé par Jean-Marie Poiré et sorti en 1982.
- Première apparition d'Alfre Woodard (Betty Applewhite).

### Épisode 23:Une fin heureuse
- Quatre voisines et un autre enterrement (Canal+)
- Une belle journée ( Québec)

- États-Unis : 22 mai 2005 sur ABC
- Québec : 27 septembre 2005 sur Radio-Canada
- France :
  - 17 novembre 2005 sur Canal+
  - 8 août 2006 sur M6

- États-Unis : 30,62 millions de téléspectateurs[29] (première diffusion)

- Doug Savant (Tom Scavo)
- Harriet Sansom Harris (Felicia Tilman)
- Richard Burgi (Karl Mayer)
- Alfre Woodard (Betty Applewhite)
- Mehcad Brooks (Matthew Applewhite)
- Brent Kinsman (Preston Scavo)
- Shane Kinsman (Porter Scavo)
- Zane Huett (Parker Scavo)
- Ryan Carnes (Justin)
- Roger Bart (George Williams)
- Jolie Jenkins (Deirdre Taylor)
- Shirley Jordan (Infirmière)
- Kevin E. West (Policier)
- Tanner Maguire (Zach enfant)
- Steve Tom (Juge)
- Judy Parfitt (Caroline Halsey)

- Comme dans le premier épisode de la saison Ironie du sort, le générique fut coupé pour question de temps.
- Mary Alice est vue dans cet épisode.
- C'est le dernier épisode où Jesse Metcalfe (John Rowland) et Steven Culp (Rex Van de Kamp) apparaissent en tant que réguliers et personnages principaux. Ils reviendront plus tard dans la série mais en tant qu'invités.
- Le cliffhanger de cet épisode (Mike rentre chez lui et on ne sait pas ce qui se passe dans sa maison entre Zach, Susan et lui) a été très bien reçu de la part des critiques notamment pour ne pas avoir inséré un bruit de tir de revolver. Marc Cherry a vivement débattu sur ce point-là mais en est arrivé à la conclusion qu'il était préférable qu'il n'y en ait pas.
- Au niveau du mystère de cette saison, la seule chose révélée dans cet épisode est que c'est Mary Alice qui a tué Deirdre elle-même et non Paul comme beaucoup pouvaient le soupçonner.
- L'épisode a été suivi par 30,62 millions d'Américains sur ABC. C'est le plus haut record pour un épisode de la série. Le suivant est le premier épisode de la saison 2 Le retour de la mamie qui a réalisé 28,36 millions, puis vient ensuite Nous sommes tous des pêcheurs, le 8e épisode de cette saison avec un total de 27,24 millions. Aucun autre épisode n'a réussi à dépasser ces trois records-là.
- Le titre de l'épisode provient d'une chanson d'une comédie musicale de Stephen Sondheim, intitulée Saturday Night qui est le finale de l'acte I.
- Le titre choisi par Canal+ est un écho au titre du pilote, Quatre voisines et un enterrement, parodie du film Quatre mariages et un enterrement.

## Épisodes spéciaux

### Une nouvelle voisine: Oprah Winfrey
- États-Unis : 3 février 2005 sur ABC

- États-Unis : 9,34 millions de téléspectateurs[30]

Oprah Winfrey (Karen Stouffer)
- L'animatrice de télévision Oprah Winfrey, qui est une grande fan de la série, interprète le rôle de Karen Stouffer, un rôle créé spécialement pour l'occasion.
- Ce mini épisode a été diffusé dans le cadre du talk show The Oprah Winfrey Show puis intégré comme bonus DVD de la 1re saison.

### Sorting Out the Dirty Laundry
- États-Unis : 24 avril 2005 sur ABC

- États-Unis : 23,9 millions de téléspectateurs[31]

- Brenda Strong, interprète de Mary Alice Young, était supposée narrer cet épisode mais elle a été remplacée à la dernière minute par ABC.

## Audience aux États-Unis
La moyenne de cette saison est de 24,13 millions de téléspectateurs américains. L'épisode le plus regardé est le 1.23 Une fin heureuse (One Wonderful Day) avec 30,62 millions, alors que l'épisode le moins regardé est le 1.02 Premier round (Ah, But Underneath) avec 20,03 millions.
| no   | Titre                          | Diffusion        | Audience (en millions) |
| ---- | ------------------------------ | ---------------- | ---------------------- |
| 1.01 | Pilot                          | 3 octobre 2004   | 21,64                  |
| 1.02 | Ah, But Underneath             | 10 octobre 2004  | 20,03                  |
| 1.03 | Pretty Little Picture          | 17 octobre 2004  | 20,87                  |
| 1.04 | Who's That Woman?              | 24 octobre 2004  | 21,49                  |
| 1.05 | Come In, Stranger              | 31 octobre 2004  | 22,14                  |
| 1.06 | Running to Stand Still         | 7 novembre 2004  | 24,60                  |
| 1.07 | Anything You Can Do            | 21 novembre 2004 | 24,21                  |
| 1.08 | Guilty                         | 28 novembre 2004 | 27,24                  |
| 1.09 | Suspicious Minds               | 12 décembre 2004 | 21,56                  |
| 1.10 | Come Back to Me                | 19 décembre 2004 | 22,34                  |
| 1.11 | Move On                        | 9 janvier 2005   | 25,20                  |
| 1.12 | Every Day a Little Death       | 16 janvier 2005  | 24,09                  |
| 1.13 | Your Fault                     | 23 janvier 2005  | 25,95                  |
| 1.14 | Love is in the Air             | 13 février 2005  | 22,30                  |
| 1.15 | Impossible                     | 20 février 2005  | 24,18                  |
| 1.16 | The Ladies Who Lunch           | 27 mars 2005     | 24,08                  |
| 1.17 | There Won't Be Trumpets        | 3 avril 2005     | 24,61                  |
| 1.18 | Children Will Listen           | 10 avril 2005    | 25,55                  |
| 1.19 | Live Alone and Like It         | 17 avril 2005    | 25,27                  |
| 1.20 | Fear No More                   | 1er mai 2005     | 25,69                  |
| 1.21 | Sunday in the Park with George | 8 mai 2005       | 26,10                  |
| 1.22 | Goodbye for Now                | 15 mai 2005      | 25,28                  |
| 1.23 | One Wonderful Day              | 22 mai 2005      | 30,62                  |

## DVD
Le coffret de la première saison de Desperate Housewives est sorti le 20 septembre 2005 aux États-Unis. En France le coffret est sorti le 9 décembre 2005. Il est composé de 6 boîtiers contenant chacun un disque avec une partie des épisodes.
Au niveau des bonus, le coffret comporte :
- 13 scènes coupées,
- 5 commentaires audio des 5 épisodes préférés de Marc Cherry (1.01 Ironie du sort, 1.07 Chaque victoire a un prix, 1.08 Nous sommes tous des pêcheurs, 1.15 Mieux vaut prévenir que guérir, 1.23 Une fin heureuse),
- 11 commentaires audios des Housewives :
  - Teri Hatcher : 1.03 Le dîner, 1.11 Un air de famille, 1.15 Mieux vaut prévenir que guérir,
  - Felicity Huffman : 1.08 Nous sommes tous des pêcheurs, 1.21 De s'honorer et de se chérir,
  - Marcia Cross : 1.06 Champ de bataille, 1.10 Confiance perdue,
  - Eva Longoria : 1.01 Ironie du sort, 1.02 Premier round,
  - Nicollette Sheridan : 1.07 Chaque victoire a un prix, 1.16 Un faible pour les scandales,
- Desperate Housewives : la série à travers le monde,
- Scène Multi-Langues : le dîner de Bree,
- Oprah la nouvelle voisine (mini épisode avec Oprah Winfrey),
- Les secrets de Wisteria Lane avec Marc Cherry, Meredith Vieira et les scénaristes de la série,
- Promenade sur Wisteria Lane avec Marc Cherry et Meredith Vieira,
- Bêtisier.